# بخش آن لیک، شهرستان کنابک، مینه سوتا
بخش آن لیک (به انگلیسی: Ann Lake Township) یک منطقهٔ مسکونی در ایالات متحده آمریکا است که در شهرستان کانابک واقع شده‌است.
 بخش آن لیک ۸۴٫۰ کیلومتر مربع مساحت و ۳۷۷ نفر جمعیت دارد و ۳۴۲ متر بالاتر از سطح دریا واقع شده‌است.